# Laura del Río
Laura del Río García (Madrid, 5 de febrero de 1982) es una exfutbolista española. Fue internacional por la selección española durante casi 8 años.

## Trayectoria
Laura del Río comenzó su carrera en 1998 en el Oroquieta Villaverde donde ganó su primera liga y su primera Copa de la Reina consiguiendo así el primer doblete en su carrera deportiva. Una temporada después 1999 se fue a la Agrupación Deportiva Torrejón de Torrejón de Ardoz (Madrid) y en 2000 firmó por el Levante UD de Valencia. En sus dos temporadas en el Levante ganó dos Superligas y dos Copas de la Reina. Del Río posteriormente pasó dos temporadas en el CE Sabadell donde ganó una Copa de la Reina y luego regresó a Levante, donde permaneció los siguientes cuatro años, ganando una la Superliga de 2008 y las Copas de la Reina de 2005 y 2007.
En 2008 se incorporó a las filas del FC Indiana de la W-League de Estados Unidos, con quien anotó 33 goles en las dos temporadas que estuvo. 
En verano de 2009 firmó por el 1. FFC Frankfurt de la Bundesliga femenina de Alemania, una de los equipos más potentes del fútbol femenino europeo. Anotó 12 goles en los diez partidos que jugó hasta diciembre, cuando fue fichada por el Boston Breakers de la Women's Professional Soccer de Estados Unidos.
En 2011 fichó por el Philadelphia Independence, con quien logró el subcampeonato de la WLS.
Tras la desaparición de la WPS y el Independence en 2012 fichó por el Bristol Academy WFC, de la WSL inglesa. Donde permaneció tres temporadas antes de regresar a la Liga americana. En 2015 firmó por el Washington Spirit donde consiguió su segundo subcampeonato en la Women's Soccer League.
El 12 de julio de 2017 fichó por el Madrid CFF de la Superliga española. Donde se retiraría en agosto de 2019.

### Tras la retirada
En la temporada 2019-20 fue entrenadora principal del Flat Earth FC de la 3ª división española. Fue cesada en octubre, pero se mantuvo en la estructura técnica del club.

## Selección nacional
Laura del Río fue la máxima goleadora del Campeonato Europeo Femenino Sub-18 de la UEFA del año 2000 en el que España quedó subcampeona de Europa.
Con la selección ha jugado 40 partidos y ha anotado 39 goles en sus distintas categorías. Desde 2009 no ha sido convocada con la selección debido a un enfrentamiento con el seleccionador Ignacio Quereda.

## Clubes
| Club                      | Temporada | Categoría                   | Totales | Totales |
| Club                      | Temporada | Categoría                   | Jugados | Goles   |
| ------------------------- | --------- | --------------------------- | ------- | ------- |
| Oroquieta Villaverde      | 1998-1999 | Superliga                   |         |         |
| A. D. Torrejón C. F.      | 1999-2000 | Superliga                   |         |         |
| Levante U. D.             | 2000-2002 | Superliga                   |         |         |
| C. E. Sabadell F. C.      | 2002-2004 | Superliga                   |         |         |
| Levante U. D.             | 2004-2008 | Superliga                   |         |         |
| FC Indiana                | 2008-2009 | W-League                    | 32      | 34      |
| 1. FFC Frankfurt          | 2009-2010 | Bundesliga Femenina         | 10      | 6       |
| Boston Breakers           | 2010      | Women's Professional Soccer | 21      | 1       |
| Philadelphia Independence | 2011      | Women's Professional Soccer | 15      | 2       |
| Bristol Academy           | 2012-2014 | FA Women's Super League     | 47      | 14      |
| Washington Spirit         | 2015-2016 | Women's Professional Soccer | 11      | 0       |
| C. D. TACON               | 2016-2017 | Primera División            | 0       | 0       |
| Madrid C. F. F.           | 2017-2019 | Primera División            | 37      | 4       |

## Palmarés
Levante UD
- 3 x Superliga (2000-01, 2001-02, 2007-08)
- 4 x Copa de la Reina (2001, 2002, 2005, 2007)

CE Sabadell
- 1 x Copa de la Reina (2003)

FC Indiana
- W-League Central Conference Championship (2008)
- W-League top scorer (2008)
- W-League All-League Team (2008)
- All-Central Conference Team (2008)